# Condado de New Castle
O Condado de New Castle (em inglês:  New Castle County) é o mais setentrional dos três condados do estado norte-americano do Delaware. A sede e localidade mais populosa do condado é Wilmington. Foi fundado em 1637 e seu nome é uma homenagem a William Cavendish, 1.º Duque de Newcastle.
Com pouco mais de 570 mil habitantes, de acordo com o censo nacional de 2020, é o condado mais populoso e mais densamente povoado do estado, embora seja o de menor tamanho territorial. Ocupa a 122ª posição de condado mais populoso do país. Quase 60% da população do Delaware vive no condado.
O Condado de New Castle está incluído na Área Estatística Metropolitana de Filadélfia-Camden-Wilmington.
É o lar de dois times de esportes da liga secundária: o Wilmington Blue Rocks (beisebol) e o Delaware Blue Coats (basquete), ambos jogando em Wilmington. Ele também tem uma pista de corrida de automóveis profissional em New Castle conhecida como Airport Speedway, com corridas nas noites de sábado durante todo o verão.

## Geografia
De acordo com o Departamento do Censo dos Estados Unidos, o condado possui uma área de 1 279,5 km², dos quais 1 104,2 km² estão cobertos por terra e 175,3 km² (13,7%) por água. O condado é drenado pelo Brandywine Creek, Christina River e outros canais. Sua fronteira leste fica ao longo do rio Delaware e da baía de Delaware.
Ebright Azimuth, o ponto natural mais alto em Delaware com 137 metros, está localizado no Condado de New Castle.
O Canal de Chesapeake e Delaware foi construído através do Condado de New Castle e do Condado de Cecil, em Maryland, entre 1822 e 1829.
O Condado de New Castle, como todos os condados de Delaware, é subdividido em hundreds. O condado de New Castle é dividido em onze hundreds: Brandywine, Christiana, Wilmington (a cidade de Wilmington, que, por lei, é um hundred), Mill Creek, White Clay Creek, Pencader, New Castle, Red Lion, St. Georges, Appoquinimink e Blackbird.

### Condados adjacentes
- Condado de Chester (Pensilvânia) - noroeste
- Condado de Delaware (Pensilvânia) - norte
- Condado de Gloucester (Nova Jersey) - nordeste
- Condado de Salem (Nova Jersey) - leste
- Condado de Kent (Delaware) - sul
- Condado de Kent (Maryland) - sudoeste
- Condado de Cecil (Maryland) - oeste

### Comunidades
Cidades
- Delaware City
- New Castle
- Newark
- Wilmington

Vilas
- Bellefonte
- Clayton (parte no Condado de Kent)
- Elsmere
- Middletown
- Newport
- Odessa
- Smyrna (parte no Condado de Kent)
- Townsend

Aldeias
- Arden
- Ardencroft
- Ardentown

### Regiões censodesignadas
- Bear
- Brookside
- Claymont
- Edgemoor
- Glasgow
- Greenville
- Hockessin
- North Star
- Pike Creek
- Pike Creek Valley
- Port Penn
- St. Georges
- Wilmington Manor

### Comunidades não-incorporadas
- Appoquinimink Hundred
- Alapocas
- Centerville
- Christiana
- Collins Park
- Granogue
- Holly Oak
- Marshallton
- Mill Creek
- Minquadale
- Montchanin
- Mount Pleasant
- Ogletown
- Rockland
- Stanton
- Talleyville
- Wooddale

## Demografia
Desde 1900, o crescimento populacional médio do condado, a cada dez anos, é de 15,1%.

### Censo 2020
De acordo com o censo nacional de 2020, o condado possui uma população de 570 719 habitantes e uma densidade populacional de 516,9 hab/km². Seu crescimento populacional na última década foi de 6,0%, abaixo do crescimento estadual de 10,2%. É o condado mais populoso e o mais densamente povoado do Delaware e o 122º mais populoso dos Estados Unidos.
Possui 233 747 residências que resulta em uma densidade de 211,7 residências/km² e um aumento de 7,5% em relação ao censo anterior. Deste total, 6,1% das unidades habitacionais estão desocupadas. A média de ocupação é de 2,6 pessoas por residência.
A renda familiar média é de 76 328 dólares e a taxa de emprego é de 62,7%. Existem 16 235 estabelecimentos empregadores no condado.
Das 15 localidades incorporadas no condado, Wilmington é a mais populosa, com 70 898 habitantes, o que representa mais de 12% da população total do condado, embora tenha tido o menor crescimento populacional em relação ao censo anterior, de apenas 0,1%. Bellefonte é a mais densamente povoada, com 2 669 hab/km². Ardencroft é a menos populosa, com 226 habitantes. Apenas quatro localidades possuem população superior a 10 mil habitantes. Clayton teve o maior crescimento populacional em termos percentuais (35,7%), enquanto Middletown cresceu mais em número absoluto, aumentando em 4 321 habitantes. A localidade que mais perdeu população em termos percentuais é Newport (-13,7%), e em número absoluto é Newark, com uma redução de 853 habitantes.
Towsend é a localidade com a maior renda familiar média, de 119 417 dólares, seguida de Ardencroft, com 97 500 dólares, e Middletown, com 90 134 dólares. Newport registrou a menor renda, 36 071 dólares, seguida por Wilmington, com renda média de 47 722 dólares. Bellefonte possui a maior taxa de emprego, de 74,9%, enquanto Newark fica na última posição com 49,9%.
Das 13 regiões censo-designadas do condado, North Star possui a maior renda familiar média, de 137 917 dólares, e Edgemoor a menor, de 56 576 dólares. St. Georges é a região com maior taxa de emprego, 70,1%.

## Marcos históricos
O Registro Nacional de Lugares Históricos lista 399 marcos históricos no condado de New Castle, dos quais 11 são Marcos Históricos Nacionais. Os primeiros marcos foram designados em 15 de outubro de 1966 e o mais recente em 9 de setembro de 2021. Wilmington concentra a maior quantidade de marcos do condado.

## Transportes

### Principais estradas e rodovias
- I-95
- I-295
- I-495
- US 13
- US 40
- US 202